# FiPorc
FiPorc és la fira sobre la indústria del porc que se celebra cada febrer des del 2014 a Riudellots de la Selva. Es tracta d'una fira de temàtica exclusiva al voltant del porc i dels seus productes que en deriven, i vol convertir-se en un esdeveniment cultural i gastronòmic.
A través dels diversos espais del poble es posa en relleu tot el cicle de vida del bestiar porcí. També hi ha diverses exposicions, una d'animals vius i una altra de teòrica i audiovisual sobre el cicle de vida del porc. S'hi poden comprar embotits a les paradetes, aquestes venen productes del porc com ara botifarres de tota mena, cansalades, lloms o greixons, i fins i tot es pot degustar pernil cuit a la brasa.
Fiporc també reserva un espai per als més petits, que podran aprendre a fer hamburgueses, dibuixar un porquet sobre un globus, fer un passeig pel municipi en poni i participar en un concurs de munyir vaques de plàstic a mà, entre altres activitats.
La fira comparteix protagonisme amb l'àrea de tast, on es poden degustar durant tot el dia productes del porc, entre els quals hi ha la coca guanyadora del primer concurs de coca de greixons, “la coca de greixons de l'àvia Neus”, que també vendran les pastisseries del municipi. Diversos establiments de restauració del municipi també se sumen a l'esdeveniment i ofereixen als clients plats i menús basats en el porc. La fira també inclou una jornada professional i un concert.